# 276-та піхотна дивізія (Третій Рейх)
276-та піхотна дивізія (Третій Рейх) (нім. 276. Infanterie-Division) — піхотна дивізія Вермахту, що входила до складу німецьких сухопутних військ у роки Другої світової війни.

## Історія
276-та піхотна дивізія сформована 22 травня 1940 року під час 10-ї хвилі мобілізації Вермахту в XI військовому окрузі. Формування проводилося з метою нарощування бойового потенціалу ударного угруповання вермахту під час Французької кампанії, втім, після блискавичного проведення німецькими військами наступальної операції та капітуляції французької армії необхідність у додаткових силах відпала. Дивізія була розформована, не закінчивши повний цикл підготовки й не взявши участі в бойових діях.
17 листопада 1943 року 276-та піхотна дивізія вермахту сформована вдруге. Формування здійснювалося в районі Салі-де-Беарн, Байонна, Ортез, Бідаш, Камбо-ле-Бен, Біарриц у Південно-Західній Франції на базі 38-ї піхотної дивізії. Основним завданням з'єднання було забезпечення берегової оборони узбережжя Аквітанії.
За станом на 5 березня 1944 року чисельність дивізії становила 9833 військовослужбовці та 467 гіві, 15 березня 1944 року — 9 984 людей та 546 гіві і 4 червня — 11 658 чоловіків та 1704 гіві.
Після висадки союзників у Нормандії дивізію терміново перекинули на загрозливий напрямок. 16 червня 1944 року вона зосередилася поблизу Домфрона, вступила у битві на заміну танковій дивізії «Лер». Потім вела бої в районі Тії-сюр-Сель, Вілле-Бокаж, Баннвіль-сюр-Ажон, Сен-Жермен-д'Екто, Оне-сюр-Одон, Бержу. У серпні 1944 року розгромлена у «Фалезькому мішку»; рештки дивізії, що прорвалися з оточення, були відведені у тилову зону та згодом відправлені до Данцига на переформування.
14 вересня 1944 року на основі переформованої 276-ї піхотної дивізії сформована 276-та фольксгренадерська дивізія.

## Райони бойових дій
- Німеччина (травень — липень 1940);
- Франція (листопад 1943 — серпень 1944).

## Командування

### Командири
- генерал-лейтенант Курт Бадінскі (нім. Kurt Badinski) (17 листопада 1943 — серпень 1944).

### Підпорядкованість
| Час                   | Корпус     | Армія       | Група армій (округ) | Штаб      |
| --------------------- | ---------- | ----------- | ------------------- | --------- |
| Перше формування      |            |             |                     |           |
| 1940                  |            |             |                     |           |
| травень               | формування | формування  | XI військовий округ | Німеччина |
| Друге формування      |            |             |                     |           |
| 1944                  |            |             |                     |           |
| січень                | LXXXVI ак  | 1 А         | Група армій «D»     | Аквітанія |
| травень               | LXXXVI ак  | 1 А         | Група армій «G»     | Аквітанія |
| липень                | XXXXVII тк | ТГр «Захід» | Група армій «B»     | Нормандія |
| серпень               | II пдк     | 7 А         | Група армій «B»     | Нормандія |
| серпень (др.половина) | LXXIV ак   | 5 А         | Група армій «B»     | Нормандія |

### Склад
| 1940                                   | 1944                         |
| -------------------------------------- | ---------------------------- |
| 559-й піхотний полк                    | 986-й гренадерський полк     |
| 560-й піхотний полк                    | 987-й гренадерський полк     |
| 561-й піхотний полк                    | 988-й гренадерський полк     |
| 276-й артилерійський полк              |                              |
| —                                      | 276-й фузілерний батальйон   |
| —                                      | 276-й протитанковий дивізіон |
| —                                      | 276-й інженерний батальйон   |
| 276-й дивізійний батальйон зв'язку     |                              |
| 276-те дивізійне управління постачання |                              |
| —                                      | 276-й запасний батальйон     |